# Isser Be'eri
Isser Be'eri (en hebreo: איסר בארי, nacido en 1901, falleció en enero de 1958) fue el director del Servicio de Inteligencia Haganá en Israel y fue responsable para ayudar a reorganizar los servicios de inteligencia israelí en 1948, así como ordenando la ejecución de Meir Tobianski, quién había sido condenado de traición pero fue más tarde, que era en realidad inocente. Fue el director fundador del Departamento de Inteligencia israelí (entre 1948 y 1949), el cual más tarde se convertiría en la Aman (Agencia de Inteligencia israelí).

## Biografía
Nació en Będzin en Alemania (actualmente le pertenece a Polonia), Be'eri era miembro del grupo juvenil conocido como el "Seis para Bedzin", quiénes fueron posteriormente los fundadores de Migdal. Realizó el aliyá hacia Palestina en 1921 y pasó a ser miembro del Kibbutz Artzi. Trabajó en la construcción hasta 1938. Entre 1944 y 1945 lideró la Israel Military Industry, y de 1946 a 1947 dirigió la fábrica Na'aman.

### Haganá
Be'eri se unió el Haganá en 1938 y estuvo en sus batallones de trabajo, antes de convertirse en comandante de la región de Kfar Giladi. En 1947, se unió al Shai, y en febrero de 1948 fue nombrado su líder.
El 30 de junio de 1948 Shai fue disuelto como parte de una reorganización del servicio secreto israelí. Tres agencias fueron creadas: Shin Bet (Shabak), Mosad y Aman, siendo Be'eri el director de este último.

### Consejo de guerra contra Tobianski
Meir Tobianski fue un Mayor del ejército británico durante la Segunda Guerra Mundial y era un capitán en el Haganá. Durante la Guerra árabe-israelí de 1948, Tobianski trabajaba para la Israel Electric Corporation y adquirió conocimiento de las ubicaciones exactas de varios fabricantes de armas en Jerusalén. Estas fábricas habían recibido golpes directos de la artillería jordana.
El 30 de junio de 1948, Tobianski fue tomado a custodia e interrogado por Be'eri, David Kron, Binyamin Gibli y Avraham Kidron durante un Consejo de guerra. Be'eri ya había preparado un pelotón de seis soldados del Palmaj, el cual estaba en control de la zona corrediza de Jerusalén. Tobianski fue declarado culpable y ejecutado en Bayt Jiz, donde su cuerpo fue sepultado. A Tobianski no se le dio derecho a tener abogado, ni tampoco a apelar, y su caso no fue revisado por un tribunal superior. Be'eri sabía de su inocencia, pero aun así ordenó su ejecución.
El 3 de julio de 1949, David Ben-Gurión emitió una exoneración pública de Tobianski y la restitución de su rango y sus derechos. Tras la rehabilitación póstuma de Tobianski, Be'eri se vio obligado a renunciar a su cargo jefe de inteligencia militar. En noviembre de 1949 Isser Be'eri fue sometido a juicio en el Tribunal de Tel Aviv por la ejecución ilegal de Tobianski. La Corte civil encontró que, tras haber un alto el fuego en vigor en el momento, cualquier información presuntamente aprobada por Tobianski no podría haber servido a la artillería jordana. Be'eri fue encontrado culpable de homicidio involuntario y condenado a una ena simbólica de un día de prisión, "desde la salida hasta la puesta del sol, 30 días después de la sentencia", ante el cual fue perdonado por el presidente, Jaim Weizmann. Según los informes, Be'eri dejó el juicio de un hombre roto y se refugió casa hasta que sufrió un fatal ataque cardiaco en enero de 1958.
Sus tres compañeros de interrogatorios, Binyamin Gibli, David Kron y Avraham Kidron, quienes también eran los jueces del consejo de guerra contra Tobianski, no fueron acusados ni juzgados por tribunales. Más tarde lograron altos cargos militares y civiles. Gibli, quién había actuado como presidente de la corte, fiscal, interrogador, testigo y guardia del registro en la corte marcial de Tobianski, también apareció como testigo de cargo en el juicio de Be'eri.  En sus memorias, David Kron escribió que a pesar de la investigación oficial,  estaba convencido de que Tobianski había sido culpable y que Be'eri tenía la plena autoridad para actuar de la manera que tenía. Más tarde Shabtai Teveth colocó el fallo con ambiciones autoritarias de Gibli, la manipulación y los rasgos personales que llevaron al Asunto Lavon.